# Magyarbánhegyes
Magyarbánhegyes este un sat în districtul Mezőkovácsháza, județul Békés, Ungaria, având o populație de 2.461 de locuitori (2011). 

## Demografie
Componența etnică a satului Magyarbánhegyes
     Maghiari (93,02%)
     Romi (5,22%)
     Români (1,2%)
     Necunoscut (0,23%)
     Germani (0,32%)
     Alții (0,23%)
Componența confesională a satului Magyarbánhegyes
     Romano-catolici (51,65%)
     Fără religie (17,43%)
     Reformați (3,58%)
     Luterani (1,5%)
     Necunoscută (25,23%)
     Alte religii (1,26%)
Conform recensământului din 2011, satul Magyarbánhegyes avea 2.461 de locuitori. Din punct de vedere etnic, majoritatea locuitorilor (93,02%) erau maghiari, existând și minorități de romi (5,22%) și români (1,2%). Apartenența etnică nu este cunoscută în cazul a 0,23% din locuitori.  Din punct de vedere confesional, majoritatea locuitorilor (51,65%) erau romano-catolici, existând și minorități de persoane fără religie (17,43%), reformați (3,58%) și luterani (1,5%). Pentru 25,23% din locuitori nu este cunoscută apartenența confesională.